# علی‌آباد طپانچه
 علی‌آباد طپانچه روستایی از توابع بخش مرکزی شهرستان اسلامشهر در استان تهران است. پیشه اصلی این روستا کشاورزی و دامداری است.

## جمعیت
این روستا در دهستان ده عباس قرار دارد و براساس سرشماری عمومی نفوس و مسکن (۱۳۸۵)، جمعیت آن ۴٬۵۶۲ نفر (۱٬۰۹۴خانوار) بوده است.